# Дюжарден, Карел
Карел Дюжарден (фр. Karel Dujardin; 27 сентября 1626, Амстердам — 20 ноября 1678, Венеция) — голландский рисовальщик, живописец и гравёр, мастер офорта, пейзажист «Золотого века голландской живописи». «Малый голландец». Pоманист. Работал в Италии. Один из основателей жанра камерного, идиллического пейзажа.

## Биография
Карел Дюжарден родился в Амстердаме. Его мать была из Антверпена, отец родился в Мидделбурге. В 1638 году его родители, занимавшиеся мясной торговлей, обанкротились. Карел учился живописи у Николаса Берхема и Паулюса Поттера.
В 1649 году Дюжарден жил в Париже, где женился на вдове Сюзанне ван Ройен, также родом из Антверпена. В следующем году он уехал в Лион. В 1651 году вместе с женой художник переехал в Амстердам. Супруги жили на Розенграхте, в 1656 году переехали в Гаагу, где Карел Дюжарден стал одним из основателей "Братства живописцев (Confrerie Pictura), гильдии гаагских художников; он также присоединился к местному ополчению. В 1660 году Дюжарден вернулся в Амстердам. Он достиг успеха, его картины и рисунки высоко ценились коллекционерами. В 1673 году Дюжарден жил на престижной улице Кайзерсграхт, недалеко от Шпигельстраат. Живописец, коллекционер и торговец произведениями искусства Геррит ван Эйленбург привлёк Дюжардена к отбору и оценке партии картин, предназначенных для курфюрста Бранденбурга Фридриха Вильгельма.
В 1675 году по приглашению своих друзей, коллекционеров живописи Герарда и Абрахама ван Рейнста, младших братьев Джоана (Яна) Рейнста (Joan Reynst; 1636—1695), наследников знаменитого коллекционера Геррита Рейнста, Дюжарден отбыл морем в Рим, где был принят старыми друзьями и поклонниками. Рейнст и Дюжарден отправились в большую поездку по другим итальянским городам, а также в Тексель, Лиссабон, Танжер и Алжир, но, когда Рейнст вернулся в Амстердам, Дюжарден остался в Италии.
В Риме Карел Дюжарден присоединился к группе художников «Перелётные птицы», или «Бент» (нидерл. bent — клуб, собрание, нидерл. Bent vogels — перелётные птицы, или нидерл. Bentvueghels — «птицы пера») — сообщество, или «братство», иностранных художников, прибывавших в католический Рим из северных стран (главным образом из Нидерландов и Германии). В обществе он был известен как «Barba di Becco» (Козлиная борода; по обычаю членам общества давали новые имена).
Позднее Дюжарден некоторое время проживал в Амстердаме, потом уехал в Италию, умер от пищевого отравления и непродолжительной болезни в Венеции. Несмотря на то, он был членом Голландской реформатской церкви, его похоронили по католическому обычаю (завернув в белую плащаницу) и отнесли в могилу его друзья Говерт ван дер Леу и Глаубер.
Среди его учеников были Якоб ван дер Дус Второй, сын Якоба ван дер Дуса, Виллем Схеллинкс, Адриан ван де Велде, Мартинус Лекман и Эрик ван ден Верелт.

## Творчество
Дюжарден работал в разных жанрах. Помимо пасторальных пейзажей, на которых он изображал для оживления животных, он также писал картины бытового жанра, исторические картины и портреты, например, портреты Яна Рейнста и Якоба де Граффа. Знаменит его портрет нидерландского адмирала Мишеля де Рюйтера, которого он несколько раз встречал во время очередного морского путешествия.
Значительны его рисунки и гравюры в технике офорта. Дюжардена считают одним из основателей «романистского» пасторального пейзажа и отмечается влияние на его творчество пейзажей Клода Лоррена и художников венецианского барокко.
Особенно известны его сцены из сельской жизни. Несмотря на увлечённость изображениями животных Дюжарден «не примкнул к анималистическому жанру». Соответственно своим романистским убеждениям он разработал собственный «тип итальянских пастушеских сцен». А. Н. Бенуа в знаменитом Путеводителе по картинной галерее Императорского Эрмитажа безоговорочно отнёс Карела Дюжардена к «итальянским голландцам» и писал о художнике: «Дюжарден никогда себе не изменял. И в Италии он остался тем же тихим, вдумчивым поэтом, тем же тонким живописцем, каким он был на родине».
Значительное количество произведений Дюжардена находится в парижском Лувре, а также в Амстердаме, Гааге, Касселе и Берлине. В санкт-петербургском Эрмитаже имеется три картины Дюжардена.

## Галерея
- Итальянские актёры (Les Charlatans italiens). 1657. Холст, масло. Лувр, Париж
- Мальчик, пускающий мыльные пузыри. Аллегория бренности и краткости жизни. 1663. Холст, масло. Государственный музей искусств, Копенгаген
- Женщина, доящая рыжую корову. 1650-е. Холст, масло. 	Национальный музей изобразительных искусств, Стокгольм
- Святой Павел исцеляет хромого в Листре. 1663. Холст, масло. Рейксмюсеум, Амстердам
- Больная коза. Старая пинакотека, Мюнхен
- Мальчик-пастух. Между 1660 и 1665. Дерево, масло.  Маурицхёйс, Гаага
- Остановка на итальянском постоялом дворе. Середина XVII в. Холст, масло. Национальная галерея Шотландии, Эдинбург
- Пастух с пегой лошадью. Ок. 1675. Лувр. Париж
- Южный пейзаж со скотом. Ок. 1660. Дерево, масло. Фицуильям музей, Кембридж, Великобритания
- Пейзаж с римскими руинами. Медь, масло. Музей истории культуры, Росток, Германия
- Водопад в Тиволи. 1673. Холст, масло. Маурицхёйс, Гаага
- Итальянский пейзаж со скотом. Между 1637 и 1678. Дерево, масло. Маурицхёйс, Гаага
- Смит подковывает быка. 1650-е. Холст, масло. Даличская картинная галерея, Лондон
- Пейзаж с фигурами. Холст, масло. Национальная картинная галерея Армении